# Pongeia asturianensis
Pongeia asturianensis is een springstaartensoort uit de familie van de Neanuridae. De wetenschappelijke naam van de soort is voor het eerst geldig gepubliceerd in 2002 door Najt & Weiner.